# مدافع آية الله - قصة إيران والثورة
كتاب للاستاذ محمد حسنين هيكل يتناول فيه قصة الثورة الإسلامية في إيران وتحليل أسبابها ولم يكن هذا الكتاب الأول لهيكل عن إيران فقد سبقه كتاب «إيران فوق بركان» عام 1951. وفي هذا الكتاب اتيح لهيكل ان يقوم بعمل العديد من المقابلات مع قيادات الثورة في إيران مما مكنه من إصدار كتابه.

## الاسم
عندما صدر الكتاب لأول مرة باللغة الإنجليزية في بريطانيا رأى الناشرون ان العنوان لن يكون ذو وقع جيد بالنسبة للقارئ الغربي فتم تغيير الاسم إلى «عودة ايه الله». ولكن عند صدور الكتاب باللغة العربية اعاد تسميته باسم «مدافع آية الله - قصة إيران والثورة». ويرى هيكل في هذا الاسم انه مطابق للحالة الإيرانية بعد الثورة مباشرة حيث ان قال للخميني «إذا استعملت تعبيرا عسكريا لتصوير الوضع اني اسمع دوي مدافعك ولكني لا ارى اثر لمشاتك ان المشاة في الثورة هم الكوادر السياسية وجماعات الفنيين والخبراء القادرين على تنفيذ مهام الثورة وبرامجها»

## النسخة العربية
لم يقم هيكل بكتابة الكتاب باللغة العربية انما كتبه باللغة الإنجليزية وقام بترجمته الدكتور «عبد الوهاب المسيري» والأستاذ «الشريف خاطر» بالإذاعة المصرية

## فصول الكتاب
- في السفارة المريكية
- الدب والأسد
- النسر يحوم
- هجوم النسر
- طهران مدينة مفتوحة
- الثورة تنسحب إلى مدينة قم
- مدينة قم المحاصرة
- حكم الشاه المطلق
- شرطي المنطقة
- الثورة تعود إلى طهران
- انبعاث الإسلام
- الخميني يقود
- مواجهة الجيش
- سقوط الشاه
- مدفعية بغير مشاه
- نيران فوق الخليج
- الخاتمة